# Mauro Pili
Mauro Pili (Carbonia, 16 ottobre 1966) è un politico e giornalista italiano, attualmente caporedattore de L'Unione Sarda.
Nella sua carriera politica ha ricoperto per due legislature l'incarico di sindaco della città di Iglesias, è stato presidente della Regione Autonoma della Sardegna nel 1999 e dal 2001 al 2003, nonché parlamentare eletto alla Camera dei deputati per tre legislature, dal 2006 al 2018 nelle file di Forza Italia prima e Il Popolo della Libertà poi.

## Biografia

### Gli esordi da giornalista
Figlio dell'ex assessore e consigliere regionale socialista Domenico Pili, ha iniziato la sua carriera professionale da giornalista scrivendo per La Nuova Sardegna e collaborando con l'emittente regionale Sardegna Uno. Tuttavia, è attivo in politica sin dalla gioventù e si avvicina in un primo momento ai socialisti muovendosi per il referendum contro le basi NATO in Sardegna. Nel 1990 crea ad Iglesias la lista civica Nuova Via, per presentarsi alle elezioni comunali.

### Sindaco di Iglesias
Nell'agosto del 1993 il sindaco di Iglesias annuncia le dimissioni e Mauro Pili con l'appoggio di un'altra lista civica si candida a sindaco della città mineraria. Il 23 novembre 1993 Mauro Pili con la sua lista civica va al ballottaggio e il 5 dicembre vince il ballottaggio diventando sindaco di Iglesias. Le sue preoccupazioni maggiori sono state la riconversione delle miniere e il riportare l'acqua corrente nelle case di Iglesias. Allo scadere del mandato, Pili viene riconfermato sindaco: lo resterà fino al 1999 quando, durante il periodo preelettorale per la nascita del nuovo consiglio regionale sardo, La Nuova Sardegna mette Pili nei piani di Silvio Berlusconi e della sua Forza Italia.

### Elezioni regionali del 1999

Mauro Pili, all'epoca dell'elezione a sindaco di Iglesias nel 1993

#### 1° incarico
Nel 1999 Mauro Pili si dimette da sindaco per candidarsi alla Presidenza della Sardegna, sostenuto dal Polo per la Sardegna che comprendeva Forza Italia, Alleanza Nazionale, CCD e i Riformatori Sardi.
Al primo turno Mauro Pili non raggiunge la vittoria ma prende il 49,60% dei voti ed è dunque necessario il ballottaggio che vince con il 54% dei voti, ma è una vittoria di Pirro.
La legge regionale di quell'epoca consentì al centro-sinistra di ottenere 37 rappresentanti al Palazzo di Via Roma (sede del Consiglio Regionale) contro i 35 di Pili, mentre i non appartenenti ai due poli saranno 8.
Per questo motivo Pili chiede la fiducia al Consiglio Regionale, che si esprime con 39 voti favorevoli e 40 contrari: Pili non ottiene la fiducia ed è costretto a dimettersi dalla Presidenza della Regione.
All'elezione del nuovo capo del governo regionale, Mauro Pili viene eletto per la seconda volta, ma anche stavolta i numeri per la fiducia non sono comunque sufficienti.

#### 2° Incarico
Il 16 ottobre 2001 il Presidente della Giunta Regionale Mario Floris si dimette e con 43 voti favorevoli e l'astensione dell'opposizione, Mauro Pili diventa il nuovo Presidente della Regione Sardegna.
Il clima però non sereno e nel 2003, nella votazione a scrutinio segreto della finanziaria, si arriverà all'ennesima mozione di sfiducia nei suoi confronti.
Pili riesce a superare questa burrasca e ne supera anche un'altra, il 22 luglio 2003 rimanendo Presidente della Regione Sardegna con 38 voti; la crisi del centro-destra è però ormai palese e nell'agosto del 2003 rassegna ancora una volta le dimissioni da Presidente.

### Elezioni regionali del 2004
Al termine della tormentata legislatura 1999-2004 è tempo per i sardi di tornare alle urne: il Polo delle Libertà, nel frattempo diventato Casa delle Libertà, è coalizione di governo da ormai 3 anni e il suo leader Silvio Berlusconi dichiara di volere solo il suo delfino sardo come candidato governatore. Nel frattempo è cambiata la legge regionale e sono cambiati anche gli avversari: principale antagonista di Pili si rivelerà subito il candidato della coalizione di centro-sinistra, il proprietario di Tiscali Renato Soru.
La coalizione di centro-destra prende il nome di Sardegna Unita – Mauro Pili Presidente e al fianco del candidato presidente, tra gli altri, si schiera anche il proprietario del Cagliari Massimo Cellino. Alle elezioni regionali del 12-13 giugno 2004 Pili esce sconfitto al primo turno con il 40,50% dei voti contro il 50,10% di Soru.
Pili resterà all'opposizione per due anni prima di affrontare una nuova fase politica della sua vita.

### Deputato nazionale

#### Elezioni politiche del 2006
Nel 2001 Silvio Berlusconi dà l'incarico a Pili di guidare Forza Italia in Sardegna. Pili accetta ma decide di non candidarsi per un posto di deputato rimanendo in Sardegna. Nel 2006 però Pili è inserito nella lista di Forza Italia per gli eleggibili in parlamento (come è noto non si esprimono preferenze) e, nonostante la sconfitta sia nazionale sia a livello regionale, riesce comunque a garantirsi uno scranno a Palazzo Montecitorio.
I problemi che Pili vuole portare all'attenzione della camera riguardano principalmente la Sardegna e il ruolo a livello nazionale, ma il suo periodo all'opposizione dura appena 20 mesi vista la caduta del Governo Prodi II.

#### Elezioni politiche del 2008
Il 13 e 14 aprile 2008 gli italiani sono chiamati di nuovo alle urne per eleggere il Parlamento, in conseguenza dello scioglimento delle Camere della XV legislatura. Al contrario del 2006, la campagna elettorale questa volta è breve e in Sardegna Pili si impegna a girare le piazze insieme agli altri candidati del neonato Popolo della Libertà nella circoscrizione Sardegna, tra cui Salvatore Cicu, Luca Barbareschi e Settimo Nizzi. Il PdL, in coalizione con il Movimento per le Autonomie al sud e con la Lega Nord al nord, vincerà le elezioni e Pili, terzo candidato in lista dopo Berlusconi e Gianfranco Fini, viene confermato deputato alla Camera. In realtà verrà poi eletto come capolista in quanto i due leader di FI e AN sceglieranno un'altra circoscrizione.

#### Elezioni politiche del 2013 e uscita dal PdL
Alle elezioni politiche del 2013 Pili è rieletto deputato per la Sardegna con il Popolo della Libertà. Tuttavia, nell'ottobre dello stesso anno, decide di lasciare il PdL per rappresentare la componente regionalista sarda Unidos nel Gruppo misto. Non viene candidato nelle elezioni politiche del 2018.

### Elezioni regionali del 2014
Per le Elezioni regionali in Sardegna del 2014 si presenta, senza successo, come candidato presidente con la lista Unidos.

### L'ultima candidatura e il ritorno al giornalismo
Alle Elezioni regionali 2019 è nuovamente candidato presidente con la lista Sardi Liberi, che racchiude sia indipendentisti progressisti come ProgReS, sia sardisti di centrodestra fuori dalla sfera del Partito Sardo d'Azione. Tuttavia il 2,13% è un risultato deludente e Pili decide di abbandonare la politica attiva.
Il 4 luglio 2020 viene annunciata sulle colonne de L'Unione Sarda a firma dell'editore Sergio Zuncheddu, la nomina a caporedattore del giornale, con inoltre la responsabilità di sviluppare e coordinare le inchieste regionali e locali multimediali e di seguire giornalisticamente il ruolo de L’Unione Sarda, Videolina e Radiolina nei social network.

## Vicende giudiziarie
Il 9 aprile 2013 viene iscritto nel registro degli indagati per falso ideologico: recatosi in visita in carcere al presidente del Cagliari Massimo Cellino, accompagnato dall'ex campione Gigi Riva, avrebbe fatto passare Riva come suo portaborse per poter entrare senza problemi. Sono indagati anche Riva e l'editore de L'Unione Sarda, Sergio Zuncheddu. Riva ha subito addossato le colpe al deputato il quale, prima di entrare in carcere, gli avrebbe fatto firmare un foglio nel quale era qualificato come suo portaborse. In seguito Riva è stato prosciolto da ogni addebito relativo alla vicenda.